# Cladonia macilentoides
Cladonia macilentoides är en lavart som beskrevs av Ahti & Fleig. Cladonia macilentoides ingår i släktet Cladonia och familjen Cladoniaceae.   Inga underarter finns listade i Catalogue of Life.